# Sveti Jakov
Sveti Jakov (en croat, literalment, 'Sant Jaume') és el nom d'una platja i un petit barri, el més oriental de Dubrovnik (Croàcia). Té una església dedicada a Sant Jaume (Samostan Svetog Jakova). Al nord-oest té la zona forestal de Zlatni Potok, al nord la de Višnjica, al nord-est la de Žarkovica, i al sud-est la punta Orsula (Úrsula).